# James Emerson Tennent

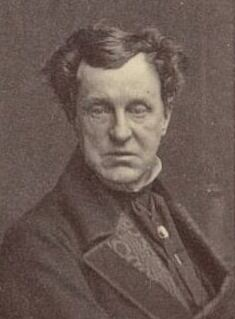
James Emerson Tennent

James Emerson Tennent, ursprünglich James Emerson, (*  7. April 1804 in Belfast; † 6. März 1869 in London) war ein britischer Politiker, Kolonialbeamter und Schriftsteller. Er ist bekannt durch Bücher über Ceylon.

## Leben
James Emerson war der Sohn eines Kaufmanns aus Belfast und besuchte die Belfast Academy und das Trinity College in Dublin. Er war im Freiheitskampf der Griechen engagiert, worüber er mehrere Bücher veröffentlichte, und wurde 1831 als Anwalt am Lincolns Inn in London zugelassen. Im selben Jahr heiratete er eine reiche Erbin und nahm deren Nachnamen (Tennent) an. Ab 1832 war er im Parlament für Belfast. 1841 wurde er Sekretär des Board of Control (dem unter anderem die Aufsicht über die East India Company unterlag) und 1845 wurde er geadelt und Kolonialsekretär für Ceylon, was er bis 1850 blieb. Er verfasste auch mehrere Bücher über Ceylon. Nach seiner Rückkehr wurde er Parlamentsmitglied für Lisburn und 1852 Sekretär des Poor Law Board, das über die Einhaltung der Armengesetze wachte. 1852 bis 1867 war er ständiger Sekretär des Board of Trade. Bei seinem Ausscheiden wurde er Baron. Politisch war er später auf Seiten der Tories.
Sein Buch über Ceylon von 1859 ist enzyklopädischer Natur und behandelt auch die Naturgeschichte. An seiner Entstehung waren eine Reihe von Wissenschaftlern beteiligt wie Robert Templeton.
Er hatte einen Sohn (mit dem der Baronstitel von Tennent ausstarb) und zwei Töchter.
Er war mit Charles Dickens befreundet, der ihm Our Mutual Friend (1865) widmete.
1862 wurde er Fellow der Royal Society.

## Schriften
- Picture of Greece. 1826
- Letters from the Aegean. 1829
- History of Modern Greece. 1830
- Christianity in Ceylon. 1850
- Ceylon, Physical, Historical and Topographical. 2 Bände. Longman, Green, 1859; Project Gutenberg
- Belgium in 1840. 1841
- Wine: its duties and taxation. 1855
- The wild elephant and the method of capturing it in Ceylon. 1867
- Sketches of the Natural History of Ceylon. 1868; Project Gutenberg